# Les Bois
Les Bois is een gemeente en plaats in het Zwitserse kanton Jura, en maakt deel uit van het district Franches-Montagnes.
Les Bois telt 1087 inwoners.